# Video Бриллианты
«Video Бриллианты» (укр. «Video. Діаманти») — третя DVD-збірка кліпів українського гурту «ВІА Гра».

## Про збірку
У середині 2006 року гурт випускає третю за рахунком збірка відеокліпів. До складу цієї збірки ввійшли всі зняті на той момент кліпи гурту. Також на диску присутні зображення альбомів та збірок, що передують «Бриллиантам». Названий збірник так само, як і перший кліп на диску — «Бриллианты».

## Зміст
1. Бриллианты
2. Нет ничего хуже
3. Попытка № 5
4. Обними меня
5. Бомба
6. Я не вернусь
7. Стоп! Стоп! Стоп!
8. Stop! Stop! Stop!
9. Гуд монин, папа!
10. Не оставляй меня, любимый!
11. Убей мою подругу
12. Вот таки дела
13. Океан и три реки
14. Притяженья больше нет
15. Биология
16. Мир, о котором я не знала до тебя
17. Take you back
18. I don't want a man

## Команда
- Над кліпами працювали: (1–2, 4, 7–18) — Семен Горов, Олексій Степанов (3, 6) — Максим Паперник, Олексій Степанов (5) — Ігор Іванов, Віктор Черкасов.
- Слова та музика: Костянтин Меладзе.
- Музичний продюсер: Костянтин Меладзе.
- Продюсери: Дмитро Костюк, Костянтин Меладзе.
- Видавничий продюсер: Аріна Абрамова.
- Дизайн&Print: Марія Авер'янова (Motion Production).
- Авторинг: Dj Krypton.